# Cerotelion leucoceras
Cerotelion leucoceras är en tvåvingeart som först beskrevs av Marshall 1896.  Cerotelion leucoceras ingår i släktet Cerotelion och familjen platthornsmyggor. Inga underarter finns listade i Catalogue of Life.